# Antônio Evaristo de Moraes Filho
Antônio Evaristo de Moraes Filho (Rio de Janeiro, 9 de abril de 1933 - 28 de março de 1997) foi um advogado criminalista e jurista brasileiro, professor de Direito.

## Biografia
Era filho do também advogado criminalista Antônio Evaristo de Moraes e Dora Szlencka. Formou-se em Direito a 19 de dezembro de 1955, pela Universidade do Estado do Rio de Janeiro, instituição onde passou a lecionar Direito Penal.
Antes mesmo de sua colação de grau já havia estreado no tribunal do júri, em 1953. Mais tarde, montou escritório junto ao colega Ricardo Lira, civilista, ao qual mais tarde juntou-se Fernando Strachmann, experto em Direito Comercial.
Dentre seus casos mais famosos está a queda do Elevado Paulo de Frontin, o Crime da rua Tonelero, a extradição de Franz Stangl, o acidente do Bateau Mouche, a prisão de Edir Macedo, a defesa penal de Collor no caso do impeachment, dentre muitos outros célebres casos que o notabilizaram como causídico. Atuou, ainda, durante a Ditadura Militar do Brasil na defesa de perseguidos políticos como Juscelino Kubitschek, Jânio Quadros (ex-presidentes), Fernando Henrique Cardoso, José Serra, Arthur da Távola, Fernando Gabeira, dentre outros.
Um dos casos em que atuou e que continua a ter repercussões na política do Brasil é o do "Roubo do Cofre de Adhemar de Barros", em que teria atuado o grupo da ministra Dilma Rousseff.
Era casado com Marlene Kieffer de Moraes, com que teve três filhos. Faleceu na cidade natal, de câncer, que manteve oculto da família por dez anos.

## Homenagens, títulos e atividades
Além das homenagens das turmas de formandos, foi Auditor do Superior Tribunal de Justiça Desportiva da CBF, ex-presidente do Conselho Estadual de Política Criminal e Penitenciária, fundador e membro do diretório nacional do Partido Socialista Brasileiro, fundador do jornal Última Hora, membro do Conselho Federal da OAB, membro do Instituto dos Advogados do Brasil, dentre muitas outras.